# Ben Coates
Ben Coates (Greenwood, 16 de agosto de 1969) é um ex-jogador profissional de futebol americano estadunidense que foi campeão da temporada de 2000 da National Football League jogando pelo Baltimore Ravens.